# Apatura carueli
Apatura carueli är en fjärilsart som beskrevs av Le Moult 1947. Apatura carueli ingår i släktet Apatura och familjen praktfjärilar. Inga underarter finns listade i Catalogue of Life.